# 新宿歌舞伎町ラブホテル連続殺人事件
新宿歌舞伎町ラブホテル連続殺人事件（しんじゅくかぶきちょうラブホテルれんぞくさつじんじけん）は、1981年（昭和56年）3月から6月にかけて、東京都新宿区歌舞伎町2丁目のそれぞれ別のラブホテルで3人の女性が殺害された連続殺人事件（#事件の共通項も参照）。
いずれも未解決のまま、1996年（平成8年）に公訴時効が成立した。
歌舞伎町ラブホテル殺人事件、新宿ラブホテル殺人事件、ラブホテル殺人事件とも言う。

## 第一の事件
1981年（昭和56年）3月20日午前10時頃、ホテルAで発覚。
発覚までの流れ
1. 男女2人でチェックイン。
2. 男が先に出る。
3. チェックアウトの時間が迫っているのに、その様子もなく、内線電話にも応対しない。
4. 不審に思った従業員が部屋を覗いたところ、中年女性の絞殺死体があるのを発見。

捜査
部屋にあった名刺から、歌舞伎町のキャバレーに勤めていた33歳のホステスと身元が判明した。
しかし、彼女のアパートを捜査したところ、名刺の名前は偽名（源氏名）であった。また、年齢も実際には45歳であったことが判明した。
彼女は、夫と子供が相次いで亡くなる直前に家出し、歌舞伎町のキャバレーに勤めるようになっていた。
チェックインした男が、キャバレーの客だったかどうかは判明せず。

## 第二の事件
1981年（昭和56年）4月25日午後10時頃、ホテルBで発覚。
発覚までの流れ
1. 同日の午後9時頃、男女一緒にチェックイン。
2. 男が、利用料も払わずに先に帰る。
3. 不審に思った従業員が部屋に入ったところ、20歳前後の女性が、パンティストッキングで絞殺されているのを発見した。着衣は浴衣のみだった。

捜査
遺留品は、イヤリング、サンダル、タバコ、ライターしかなく、身元を示すようなものは一切残されていなかった（男が持ち去ったものと思われる）。
新宿警察署で彼女の似顔絵を作成・公開し、「身近に心当たりは…」というキャッチコピーのポスターで全国の警察機関などに貼り出されたが、身元は判明せず。
被害者の特徴
肺がきれいだった（「地方から上京して、間もなく殺害された」と推察される）。
腋に腋臭の手術痕があった。
歯の状況があまり良くなかった（虫歯が多かった）。

## 第三の事件
1981年（昭和56年）6月14日午後7時40分頃、ホテルCで発覚。
発覚までの流れ
1. 同日の午後6時30分頃、男女一緒にチェックイン。
2. 男だけが先に帰った
3. 不審に思った従業員が部屋を覗くと、全裸の若い女性が首にパンティストッキングを巻き付けられた状態で横たわっていたのを発見した。
  - この時点では仮死状態だった。すぐに病院に運んだが、間もなく死亡した。

捜査、報道
被害者の身元は、埼玉県川口市在住の17歳の女子工員であることが判明した（部屋に残されていた、「図書館で借りた本」などから判明）。
解剖の結果、遺体の胃からはコーヒーが200cc検出された。そのため、「歌舞伎町の喫茶店で容疑者と落ち合った後、ホテルCに行ったもの」と思われる。
この事件が起きるまでは、「東京地域の事件」として扱われてきた。3度も同じような事件が続いたことから、東京以外の地方紙でも連続殺人事件として報じられるようになり、週刊誌などでも取り上げられるようになった。

## 第四の事件（殺人未遂）
1981年6月27日付朝日新聞（東京本社版）朝刊による。
発生日時は6月25日午後11時頃。被害者は、30歳（当時）のホステス。ホテルDで、一緒にチェックインした男に首を締められた。抵抗したところ、男は彼女の財布から現金を奪い、利用料も払わずに逃げ去った。彼女は、ゲームセンターに一人でいたところ、この男に誘われて一緒にホテルに行き、被害に遭ったという。

## 事件の共通項
この事件は連続殺人事件とされているが、犯人が同一人物であったかどうかは不明である。
- プライバシーへの配慮から「監視カメラがホテル内に全く設置されていなかった」ことや、「容疑者の似顔絵が作成・公開されていない」ことが大きい。

しかし、事件には以下に挙げる共通項が存在する（ただし、全ての事件に当てはまるわけではない）。
1. 殺害された3人から覚醒剤が検出されたこと。注射痕はないことから、口（鼻）から飲用したものと思われる。容疑者が飲ませたかどうかは分からない。
2. 第一被害者と第三被害者は売春をしていた可能性があること。また、売春をしていなかったとしても、第四の事件のように、「歌舞伎町に一人でいたところを、言葉巧みに誘われた」ということも考えられる。
3. 第二の事件と第三の事件は、パンティストッキングで絞殺していること。また、第三の事件と第四の事件は、首の絞め方が酷似していること。
4. 容疑者の特徴がよく似ていること。第一の事件は「若い男性」、第二の事件は「サラリーマン風の男性」、第三の事件と第四の事件は「身長160cm台の30代のサラリーマン風の男性」とされている。

相反する点
1. 第二の事件は「被害者の身元が判かるような物は、全て持ち帰った」のに対し、第一の事件と第三の事件は身元が判かるような物を残していること。
2. 「曜日や間隔に規則性がない」こと、「同じような場所で4件も事件を起こしている（大胆すぎる）」ことから、「容疑者は同一ではないのではないか?」という見方もある。

## 話題性
「同じ地域のラブホテルで、連続して女性が殺害された」ことから、当時は世間を騒がせたが、直後に大事件・大事故が相次いだ こと、「容疑者や、第二被害者の身元が判明しない」など、事件に進展がなかったことや、同様の事件が同じ歌舞伎町で起き 、「そういう事件が珍しくなくなった」ことなどから、すぐに忘れ去られてしまった。捜査本部も1年を経ずして縮小されている。
1996年3月から6月に、相次いで公訴時効が成立しているが、そのことは全くといって良いほど報じられることはなかった。時々、「時代を象徴する事件」として書籍で取り上げられる程度である。
第二被害者の似顔絵は、テレビのワイドショーの公開捜査コーナーなどで扱われたことはあったが、それも事件発生後の数年間だけのことであり、その後は新たなポスターなどは作られていない。

## 事件の影響
- この事件が発生するまで、ラブホテルは前記の通り「利用者のプライバシーを重視するため、監視カメラを設置しない」でいた。その後も、歌舞伎町だけでなく、各地で類似した事件が起きたことなどから、監視カメラを設置するようになった。
- 「新宿歌舞伎町ディスコナンパ殺傷事件」と併せて、全国的に「歌舞伎町は怖い町である」という印象を与えることになった。せがわきり[4]のエッセイ「新宿キッズ」に、ラジオ番組のDJが「歌舞伎町は何が起こるか分からない町だから、気を付けましょう」と言っていたのを聴いた、という記述がある。

## 備考
報道
『素敵にドキュメント』（テレビ朝日系、1989年11月24日放送）
同日の終盤部分で、逸見政孝（司会者）が「東京都の行旅死亡人の遺骨を納めた施設（正式名称不明）をレポート」した。
逸見は小さなマンホールの蓋を開け、「ここには8年前、世間を騒がせたラブホテル殺人事件の身元不明の被害者の遺骨も入っています」と紹介している。